# Энгин, Эсин
Эсин Энгин (тур. Esin Engin 17 мая 1945 — 4 мая 1997) — турецкий композитор, аранжировщик, певец, дирижёр и музыкант.

## Биография
Родился 17 мая 1945 года. Происходил из крымских татар. Музыкой начал заниматься в пятилетнем возрасте. Эсин Энгин с самого детства изучал произведения известных композиторов классической музыки и турецкую народную музыку. Его основным музыкальным инструментом был уд. В США, где он получил среднее школьное образование, учился игре на фортепиано, а также ознакомился с выдающимися образцами западной музыки. В это же время овладел искусством гармонии и композиции. В дальнейшем окончил среднюю школу журналистики Стамбульского университета, и вокальный отдел консерватории муниципалитета Стамбула.
В начале своей карьеры работал в качестве музыканта, иногда в качестве сольного вокалиста в известных оркестрах того периода. Также озвучивал звуковые дорожки в кинофильмах и исполнял песни в кино. Первую грампластинку он записал в 1968 году. Впервые громко заявил о себе большим дебютом, когда выпустил две грампластинки в 1972 году, они назывались «Приходи на кастинг, Зульфия» и «Танго». В «Приходи на кастинг Зульфия» он впервые исполнил классическую турецкую музыку. В произведении «Танго» он воспроизвёл исполнения знаменитых танго 30-х годов двадцатого века, однако при этом ввёл различные аранжировки, стараясь придать новое звучание известным стилистическим жанрам. В 1973 году выпустил своё произведение под названием «Дай мне руки / Море глаз», и ещё одно произведение — «Современные пьесы». После них Эсин Энгин выпустил в разные годы другие альбомы, такие как Anadolu в 1974 году, Modern Fasıl В 1978 году, и Modern Oyun Havaları. В дальнейшем в его творчестве были разные достижения: в 1974 году альбомы «Годы, которые не вернулись / Посмотри на камень Анкары», «Танголар» и «От прошлого до сих пор», «Я влюбился, я пришёл к тебе» в 1976 году.
В области киномузыки он работал с такими режиссёрами, мастерами, как Осман Седан и Атыф Йылмаз. В 1986 году он написал музыку к сериалу «Çalıkuşu», в которой главную роль сыграла Айдан Шенер. Кинофильмы, такие как «Цюбюк», «Мои мечты, моя любовь и ты», «Женщина не имеет имени», «Король путешественников». Создал композиции для телесериалов, таких как «Убийство Йола Паласа», «Две женщины», «Татл Бетюш», «Гюль дикен», «Две сестры», «Цюре».
В 1994 году Эсин Энгин заболел раком крови и большинство своих саундтреков написал в постели.
В последний период жизни создал такие альбомы как «Ностальгическое русское цыганское», «Цыганский огонь», «Саундтреки». Эсин Энгин умер 4 мая 1997 года.